# Salavas
Salavas [salavas] est une commune française, située dans le département de l'Ardèche en région Auvergne-Rhône-Alpes.

## Géographie

### Situation et description
Petite commune à l'aspect essentiellement rural, le village de Salavas est rattaché à la communauté de communes des Gorges de l'Ardèche, laquelle est située dans le sud du département de l'Ardèche. Le territoire communal est positionné en rive droite de l'Ardèche, face à Vallon-Pont-d'Arc.

### Communes limitrophes

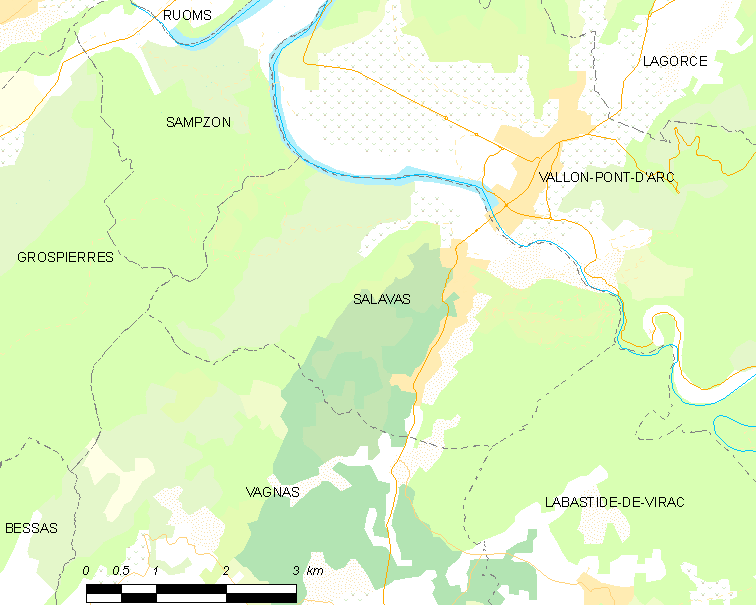
Carte de la commune

### Climat
Pour des articles plus généraux, voir Climat d'Auvergne-Rhône-Alpes et Climat de l'Ardèche.
En 2010, le climat de la commune est de type climat méditerranéen franc, selon une étude du CNRS s'appuyant sur une série de données couvrant la période 1971-2000. En 2020, Météo-France publie une typologie des climats de la France métropolitaine dans laquelle la commune est exposée à un climat de montagne ou de marges de montagne et est dans la région climatique  Provence, Languedoc-Roussillon, caractérisée par une pluviométrie faible en été, un très bon ensoleillement (2 600 h/an), un été chaud (21,5 °C), un air très sec en été, sec en toutes saisons, des vents forts (fréquence de 40 à 50 % de vents > 5 m/s) et peu de brouillards. 
Pour la période 1971-2000, la température annuelle moyenne est de 13,7 °C, avec une amplitude thermique annuelle de 17,7 °C. Le cumul annuel moyen de précipitations est de 1 048 mm, avec 6,7 jours de précipitations en janvier et 3,8 jours en juillet. Pour la période 1991-2020, la température moyenne annuelle observée sur la station météorologique de Météo-France la plus proche, « Vallon Sa », sur la commune de Vallon-Pont-d'Arc à 2 km à vol d'oiseau, est de 13,8 °C et le cumul annuel moyen de précipitations est de 1 004,7 mm,. Pour l'avenir, les paramètres climatiques de la commune estimés pour 2050 selon différents scénarios d'émission de gaz à effet de serre sont consultables sur un site dédié publié par Météo-France en novembre 2022.

### Hydrographie
La partie septentrionale du territoire communal est longée par l'Ardèche, affluent droit du Rhône de 125,1 km de longueur, qui a donné son nom au département où est implantée la commune.

## Urbanisme

### Typologie
Au 1er janvier 2024, Salavas est catégorisée commune rurale à habitat dispersé, selon la nouvelle grille communale de densité à 7 niveaux définie par l'Insee en 2022.
Elle appartient à l'unité urbaine de Vallon-Pont-d'Arc, une agglomération intra-départementale dont elle est une commune de la banlieue,. La commune est en outre hors attraction des villes,.

### Occupation des sols
L'occupation des sols de la commune, telle qu'elle ressort de la base de données européenne d’occupation biophysique des sols Corine Land Cover (CLC), est marquée par l'importance des forêts et milieux semi-naturels (80,8 % en 2018), une proportion sensiblement équivalente à celle de 1990 (80,9 %). La répartition détaillée en 2018 est la suivante : 
forêts (52,3 %), milieux à végétation arbustive et/ou herbacée (28,5 %), zones agricoles hétérogènes (10,9 %), zones urbanisées (4,4 %), cultures permanentes (2,6 %), eaux continentales (1,2 %).
L'évolution de l’occupation des sols de la commune et de ses infrastructures peut être observée sur les différentes représentations cartographiques du territoire : la carte de Cassini (XVIIIe siècle), la carte d'état-major (1820-1866) et les cartes ou photos aériennes de l'IGN pour la période actuelle (1950 à aujourd'hui).

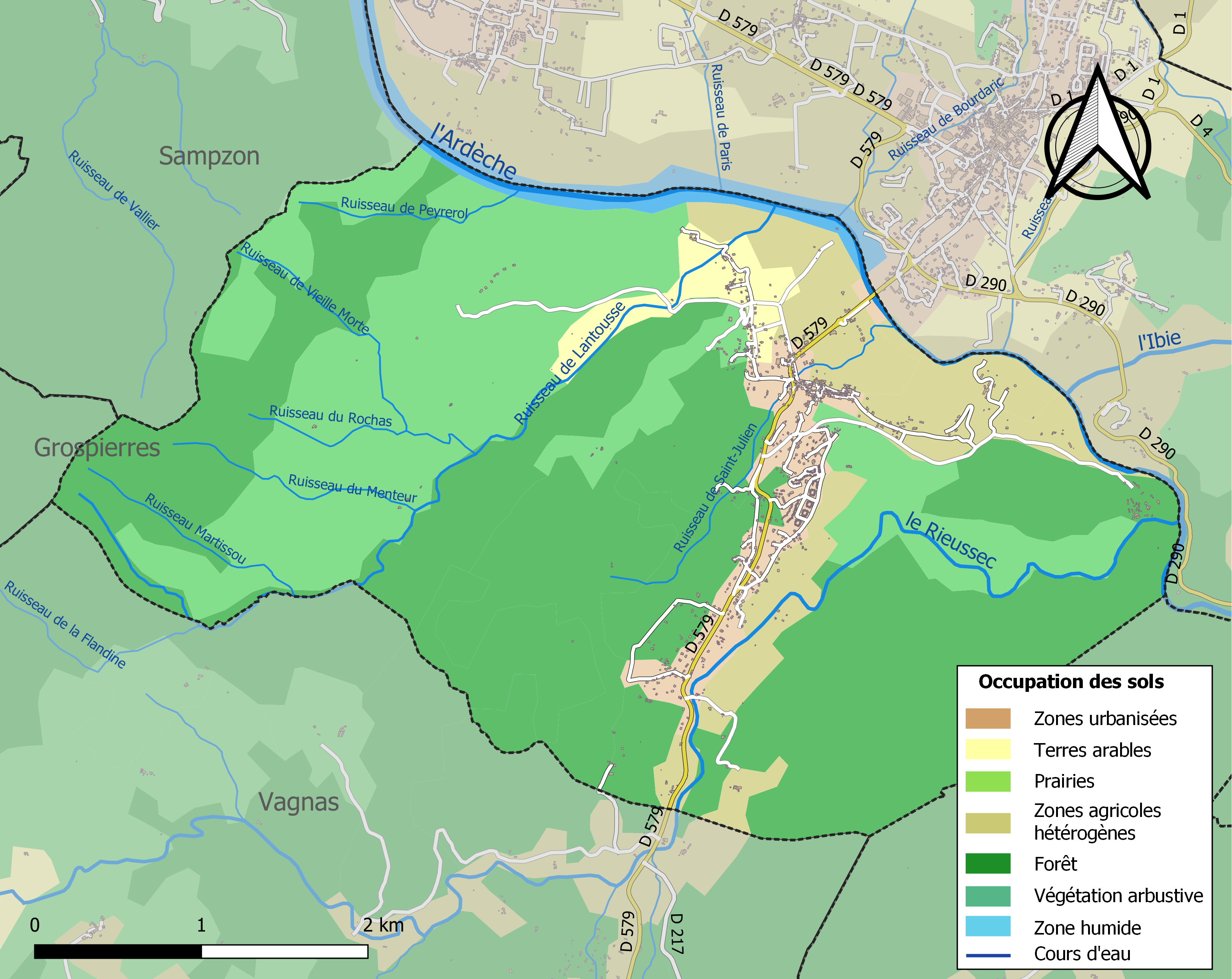
Carte des infrastructures et de l'occupation des sols de la commune en 2018 (CLC).

## Histoire
À l'origine, Salavas était située le long de la voie d'Antonin, voie romaine reliant Nîmes à Alba et à la vallée du Rhône. Cette voie traversait l'Ardèche au Gué de Chauvieux, un kilomètre environ en amont du pont actuel de la D 579 entre Salavas et Vallon-Pont-d'Arc.
Mathieu de Merle, capitaine huguenot, prend la ville catholique de Mende, on lui propose en échange de cette ville la seigneurie de Salavas, mais il refuse cet échange et demande une rançon pour rendre la ville de Mende et acheter la seigneurie de Salavas devant notaire.
Les guerres de Religion entre catholiques et protestants ont marqué l'histoire de Salavas. La liberté religieuse évoquée dans l'article 10 de la Déclaration des droits de l'homme et du citoyen de 1789 a rendu la liberté de culte à toutes les communautés. Les constructions d'un temple (achevé en 1838) et d'une église se sont réalisées dans la même rue.
La révolution de 1848 est bien accueillie à Salavas, les habitants en profitent pour contester leur maire et demander sa révocation en mai 1848. Ils arguent que les habitants sont majoritairement opposés au maire en place, et que celui-ci utilise sa fonction pour favoriser sa famille.

## Politique et administration

### Liste des maires
| Période                                  | Période                     | Identité               | Étiquette     | Qualité |
| ---------------------------------------- | --------------------------- | ---------------------- | ------------- | --- |
| Les données manquantes sont à compléter. |                             |                        |               | |
| août 1944                                | octobre 1947                | Paul Payan             |               | |
| octobre 1947                             | mars 1965                   | Marius Tillie          | PCF           | Retraité |
| mars 1965                                | mars 1968 (décès)           | Fernand Michel         | PCF           | Exploitant Agricole                                                                                                |
| 30 mars 1968                             | mars 2008                   | Yves Serre (1932-2024) | PS            | Viticulteur Conseiller général du canton de Vallon-Pont-d'Arc Député suppléant de Jean-Marie Alaize de 1981 à 1986 |
| mars 2008                                | En cours (au 24 avril 2014) | Luc Pichon             | Divers Gauche | Professeur Président de la Communauté de communes                                                                  |

## Population et société

### Démographie
L'évolution du nombre d'habitants est connue à travers les recensements de la population effectués dans la commune depuis 1793. Pour les communes de moins de 10 000 habitants, une enquête de recensement portant sur toute la population est réalisée tous les cinq ans, les populations de référence des années intermédiaires étant quant à elles estimées par interpolation ou extrapolation. Pour la commune, le premier recensement exhaustif entrant dans le cadre du nouveau dispositif a été réalisé en 2007.

En 2022, la commune comptait 731 habitants, en évolution de +10,76 % par rapport à 2016 (Ardèche : +2,48 %, France hors Mayotte : +2,11 %).
| 1793 | 1800 | 1806 | 1821 | 1831 | 1836 | 1841 | 1846 | 1851 |
| ---- | ---- | ---- | ---- | ---- | ---- | ---- | ---- | ---- |
| 457  | 405  | 492  | 476  | 571  | 667  | 718  | 800  | 900  |

| 1856 | 1861 | 1866 | 1872 | 1876 | 1881 | 1886 | 1891 | 1896 |
| ---- | ---- | ---- | ---- | ---- | ---- | ---- | ---- | ---- |
| 984  | 884  | 886  | 798  | 739  | 684  | 673  | 618  | 618  |

| 1901 | 1906 | 1911 | 1921 | 1926 | 1931 | 1936 | 1946 | 1954 |
| ---- | ---- | ---- | ---- | ---- | ---- | ---- | ---- | ---- |
| 553  | 548  | 514  | 380  | 381  | 371  | 346  | 313  | 290  |

| 1962 | 1968 | 1975 | 1982 | 1990 | 1999 | 2006 | 2007 | 2012 |
| ---- | ---- | ---- | ---- | ---- | ---- | ---- | ---- | ---- |
| 288  | 240  | 299  | 355  | 402  | 504  | 531  | 534  | 604  |

| 2017 | 2022 | - | - | - | - | - | - | - |
| ---- | ---- | - | - | - | - | - | - | - |
| 682  | 731  | - | - | - | - | - | - | - |

### Enseignement
La commune est rattachée à l'académie de Grenoble.

### Médias
La commune est située dans la zone de distribution de deux organes de la presse écrite :
- L'Hebdo de l'Ardèche

Il s'agit d'un journal hebdomadaire français basé à Valence et couvrant l'actualité de tout le département de l'Ardèche.
- Le Dauphiné libéré

Il s'agit d'un journal quotidien de la presse écrite française régionale distribué dans la plupart des départements de l'ancienne région Rhône-Alpes, notamment l'Ardèche. La commune est située dans la zone d'édition de Privas-Vallée du Rhône.

### Cultes
L'église de Salavas (propriété de la commune) et la communauté catholique sont rattachées à la paroisse Saint Martin du Sampzon, elle-même rattachée au diocèse de Viviers.

## Culture et patrimoine

### Lieux et monuments
- Temple protestant de Salavas.
- Église Saint-Julien de Salavas.

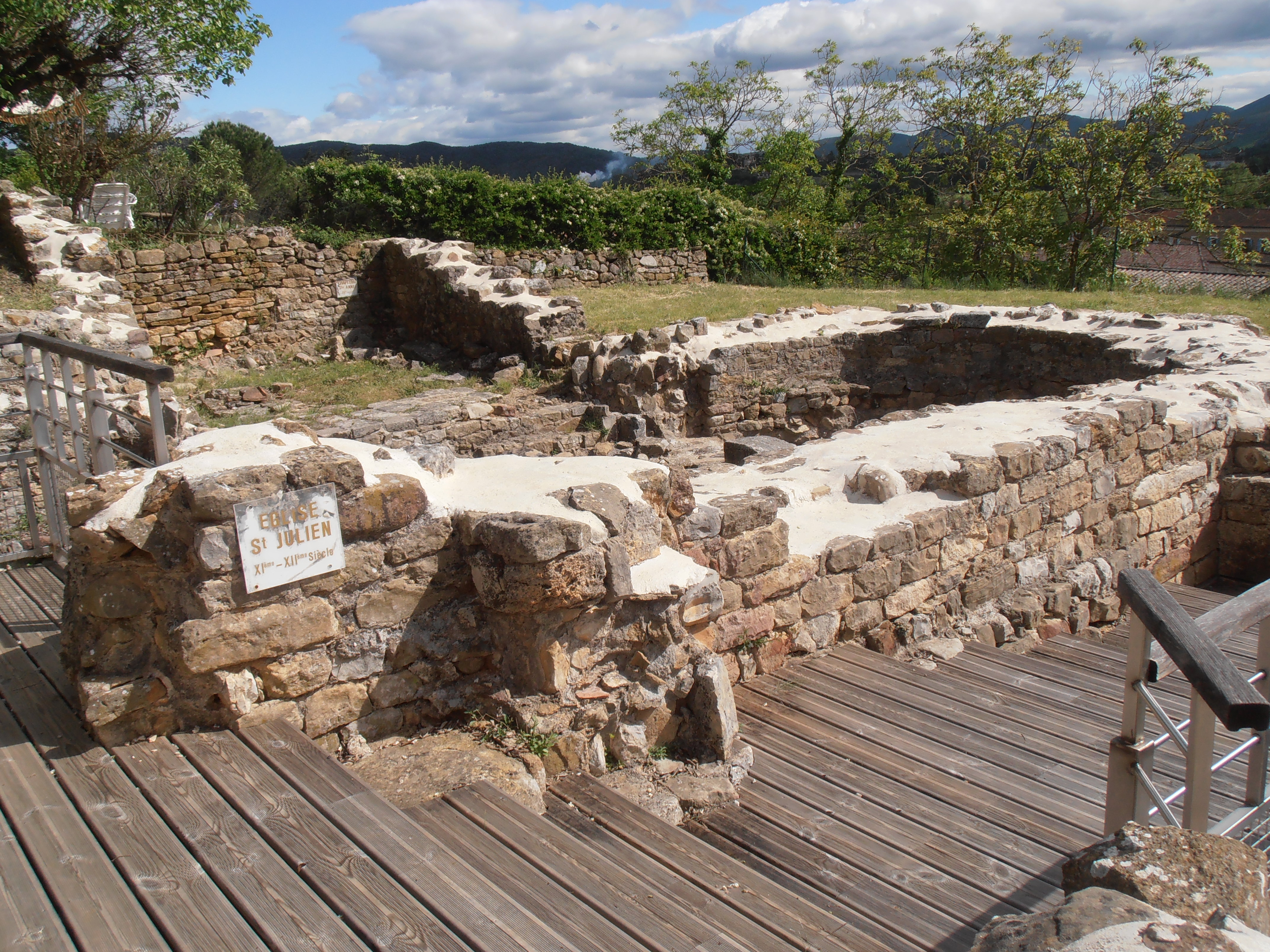
Églises disparues de la Gleizasse.

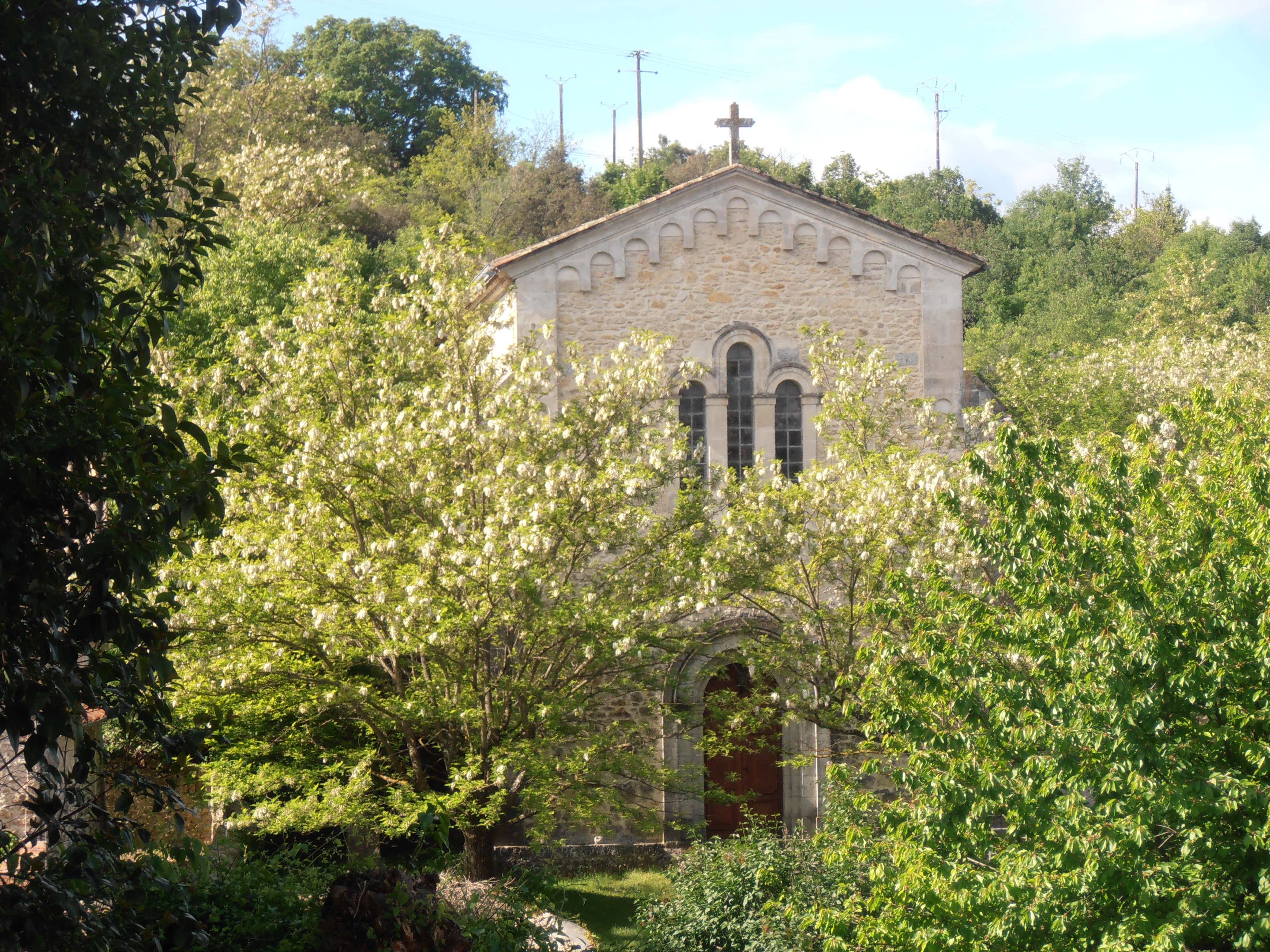
Église Saint-Julien de Salavas

Le  site médiéval, avec les églises Saint-Julien et Saint-Jean de la Gleizasse disparues (la vieille église en occitan), inscrit sur l'inventaire supplémentaire des monuments historiques par arrêté du 14 mai 1981  : Les vestiges sont ceux de l'églises de Saint-Julien et Saint-Jean et de la chapelle Sainte-Anne. Le site a servi de cimetière jusqu'au XIXe siècle. Mathieu de Merle s'est servi des pierres pour renforcer les défenses de son château. 250 sépultures ont été mises au jour sur le site de la Gleizasse qui a servi de cimetière jusqu'au XIXe siècle.
Après la destruction des églises par les protestants en 1568 et à la suite de la loi sur la liberté des cultes après la Révolution, une nouvelle église Saint-Julien (qui a la particularité d'être dépourvue de clocher, ce qui explique que la cloche de 1848 se trouve sur le parvis) et un temple ont été construits dans la même rue.
Le château dont la salle basse abrite une salle d'exposition présentant les pratiques funéraires et les collections archéologiques découvertes sur le site de la Gleizasse.
Les deux bornes milliaires qui témoignent du passage de la voie romaine "Antonin le Pieux".
Monument aux morts : hommage de reconnaissance aux morts de la grande guerre.
Sentiers de découverte : circuit de la Roche et circuit de la Matourne : ruines de la Martourne et son four à pain restauré par l'APPSA (Association pour la protection du patrimoine de Salavas) ; Le belvédère avec ses tables d'orientation ; la tour du Moulin, forteresse qui abrita successivement une garnison de soldats, un moulin à farine et une centrale électrique ; la fontaine d'Augier de 1857 qui a desservi le village jusqu’en 1950 ; le puits de Font Salade (terme qui rappelle le commerce du sel) et ses légendes ; le pont de Salavas et l'Ardèche (rivière). Le passage s'effectuait initialement par l'arche naturelle : le "Pont d'Arc".

### Personnalités liées à la commune

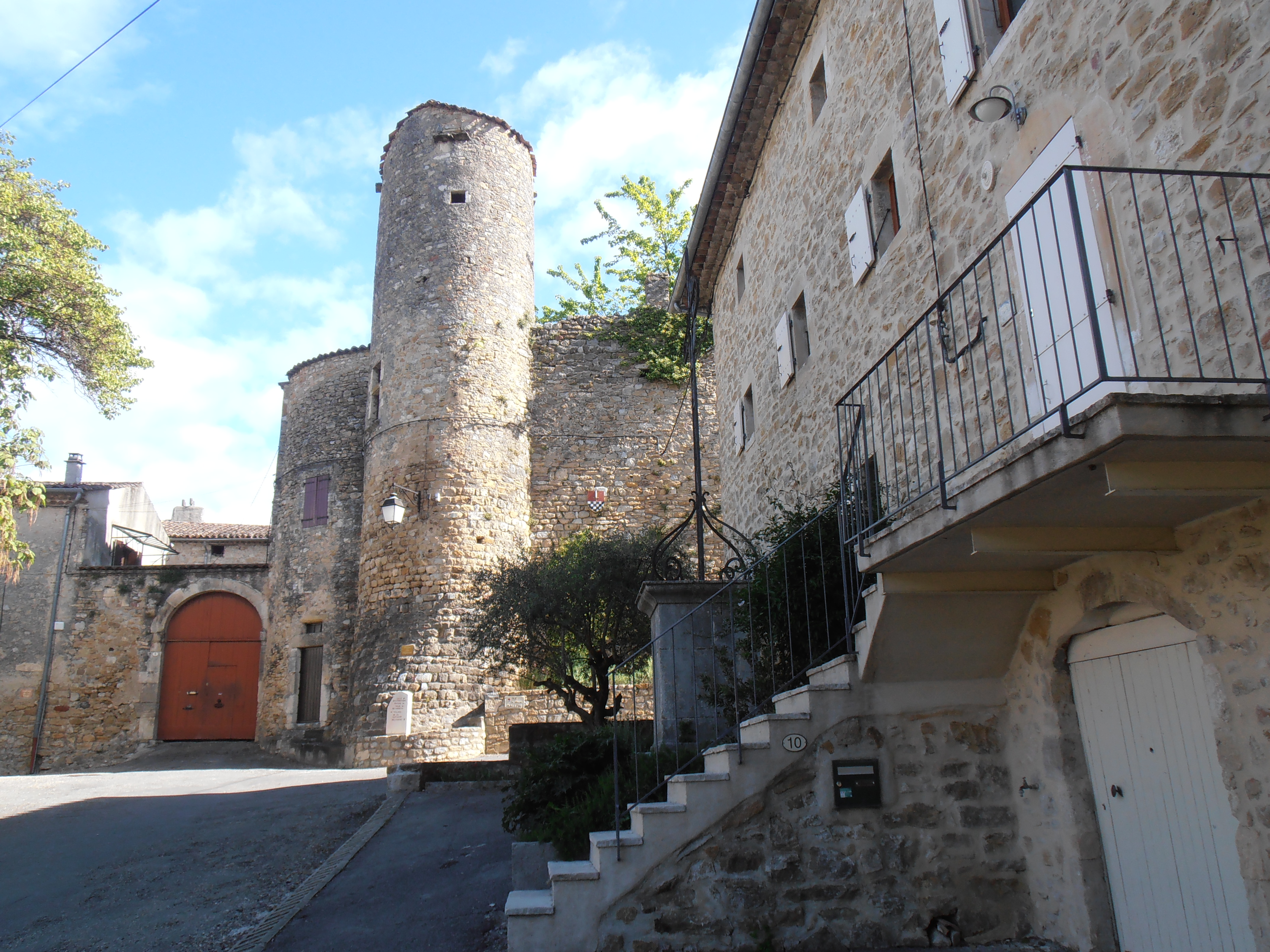
Château fin XVIIe -début XVIIIe s.

- Les seigneurs de La Gorge de Salavas[32].
- Mathieu de Merle, le nouveau baron protestant de Lagorce, seigneur de Salavas[33].
- Baron Hérail de Merle, héritier de Mathieu de Merle, qui fut tué par ses propres sujets protestants et inhumé en avril 1622 entre les deux églises, du fait qu’il s'était converti au catholicisme[34].

### Héraldique
| Blason de Salavas | Les armes de Salavas se blasonnent ainsi : Coupé : au 1er de gueules à l’épée haute d’argent, au 2e échiqueté d’argent et de sable. |